# 托馬什·薩托蘭斯基
托馬什·薩托蘭斯基（1991年10月30日—），捷克籃球運動員。他現在效力於巴塞罗那。他也代表捷克國家男子籃球隊參賽。

## 職業生涯

### 芝加哥公牛队
2019年7月6日，萨托兰斯基被交易到芝加哥公牛队。

### 新奥尔良鹈鹕队
2021年8月8日，萨托兰斯基被交易到新奥尔良鹈鹕队。

## 外部連結
- 托馬什·薩托蘭斯基的Facebook專頁
- 托馬什·薩托蘭斯基的X（前Twitter）